# اوشکی (استان وارمی-ماسوری)
اوشکی (به لهستانی:  Osieki) یک روستا در لهستان است که در گمینا گووداپ واقع شده‌است. اوشکی ۸۰ نفر جمعیت دارد.